# 노라 이스트레피
노라 이스트레피(Nora Istrefi, 1986년 3월 25일 ~ )는 코소보, 알바니아의 싱어송라이터이다.